# ラグラス

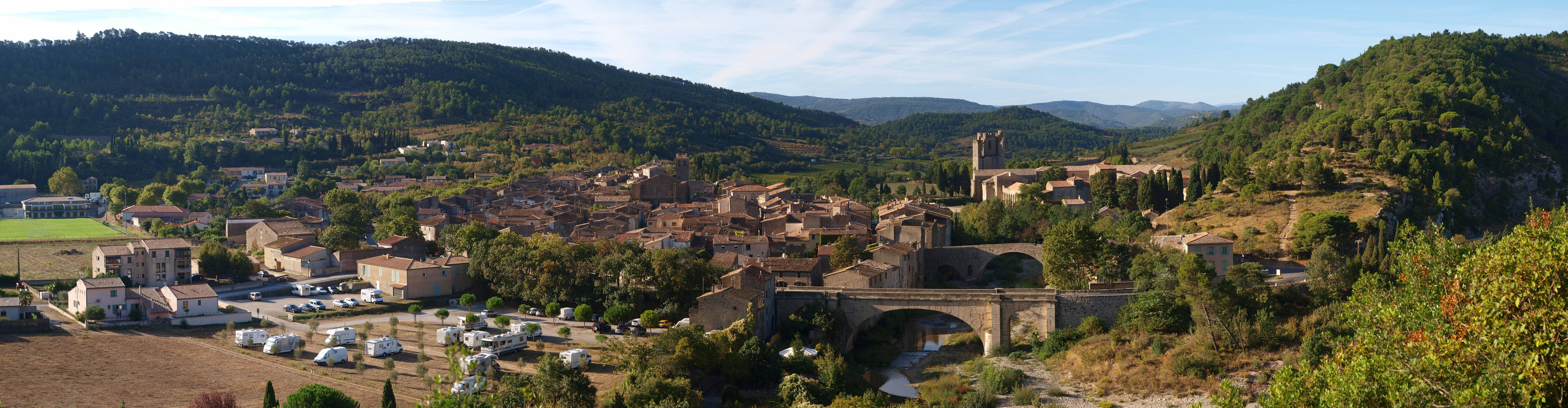
ラグラスのパノラマ

ラグラス （フランス語：Lagrasse、オック語：La Grassa）は、フランス、オクシタニー地域圏、オード県のコミューン。

## 地理
ラグラスは、オルビュー川が交差する谷の底にあり、コルビエール地方に属する。バス＝コルビエール地方と呼ばれるこの一帯は、マツや地中海性の植生に覆われた丘が特徴である。丘の斜面ではワイン用のブドウ栽培が盛んで、地元産のワインが作られている。

## 歴史
ラグラスの歴史は、ネブリディウスとその同志たちが谷の底に定住してから生まれたサント＝マリー・ド・ラグラス修道院の歴史と絡み合っている。778年、カール大帝は修道院の源となる憲章を発し、修道院はのちにフランス有数の規模に成長した。
フランス革命時代、修道院は国家資産として2つに分割され、バルテルミー・ダルニが半分を購入した。ダルニの代理人であったヴィクトール・アンニュイックは、修道院内のすべての彫像を破壊した。今日では修道院の一部が公開されており、修道士たちの居住部分は私有である。村には多くの芸術家や職人の家があり、観光客を大勢ひきつけている。

## 人口統計
| 1962年 | 1968年 | 1975年 | 1982年 | 1990年 | 1999年 | 2006年 | 2007年 |
| ------ | ------ | ------ | ------ | ------ | ------ | ------ | ------ |
| 622    | 665    | 623    | 696    | 704    | 615    | 603    | 601    |

参照元:INSEE

## 史跡
ラグラスは中世のバスティードの観点から建設されており、古い壁の残骸や古い住宅が多く残る。

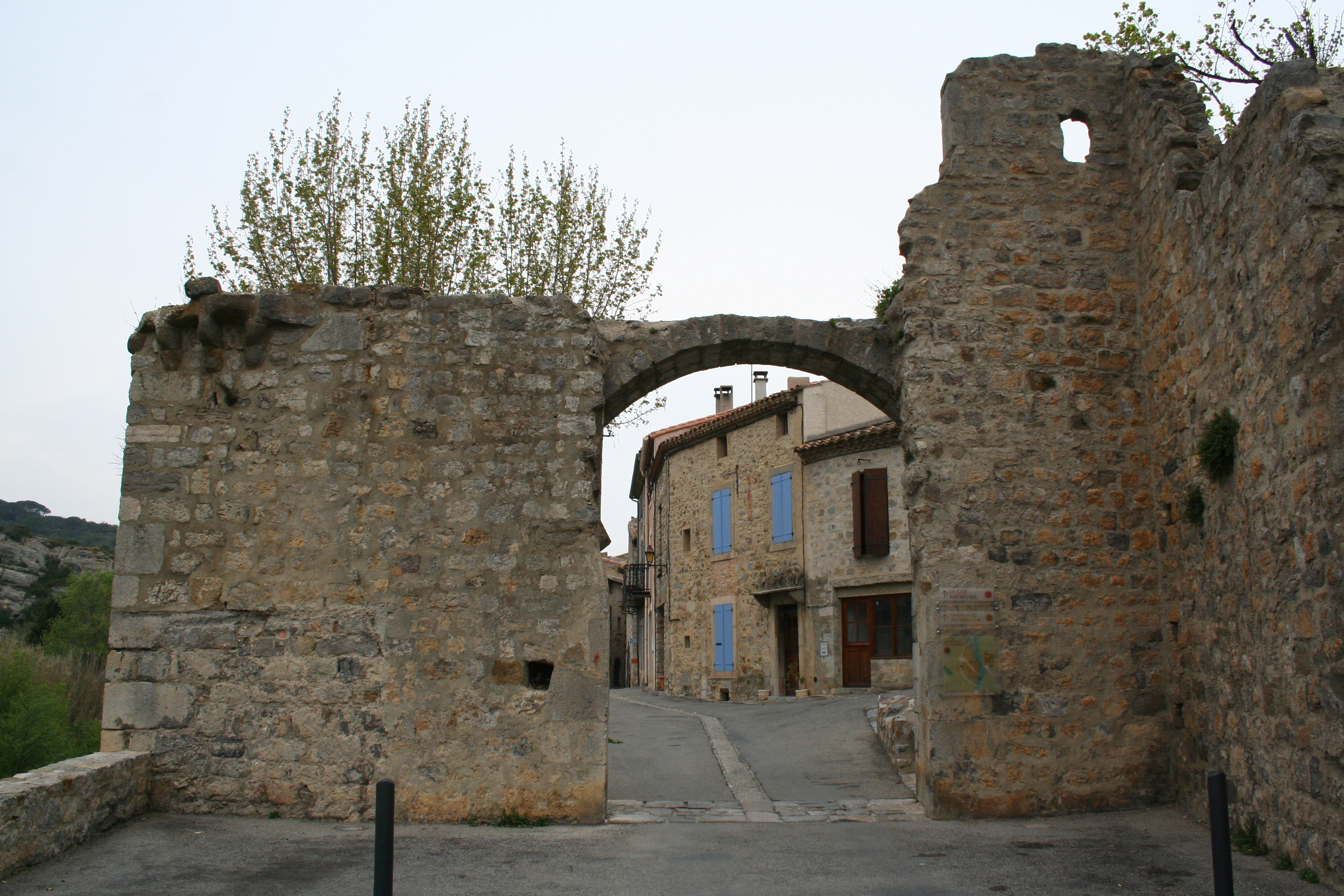
オー門
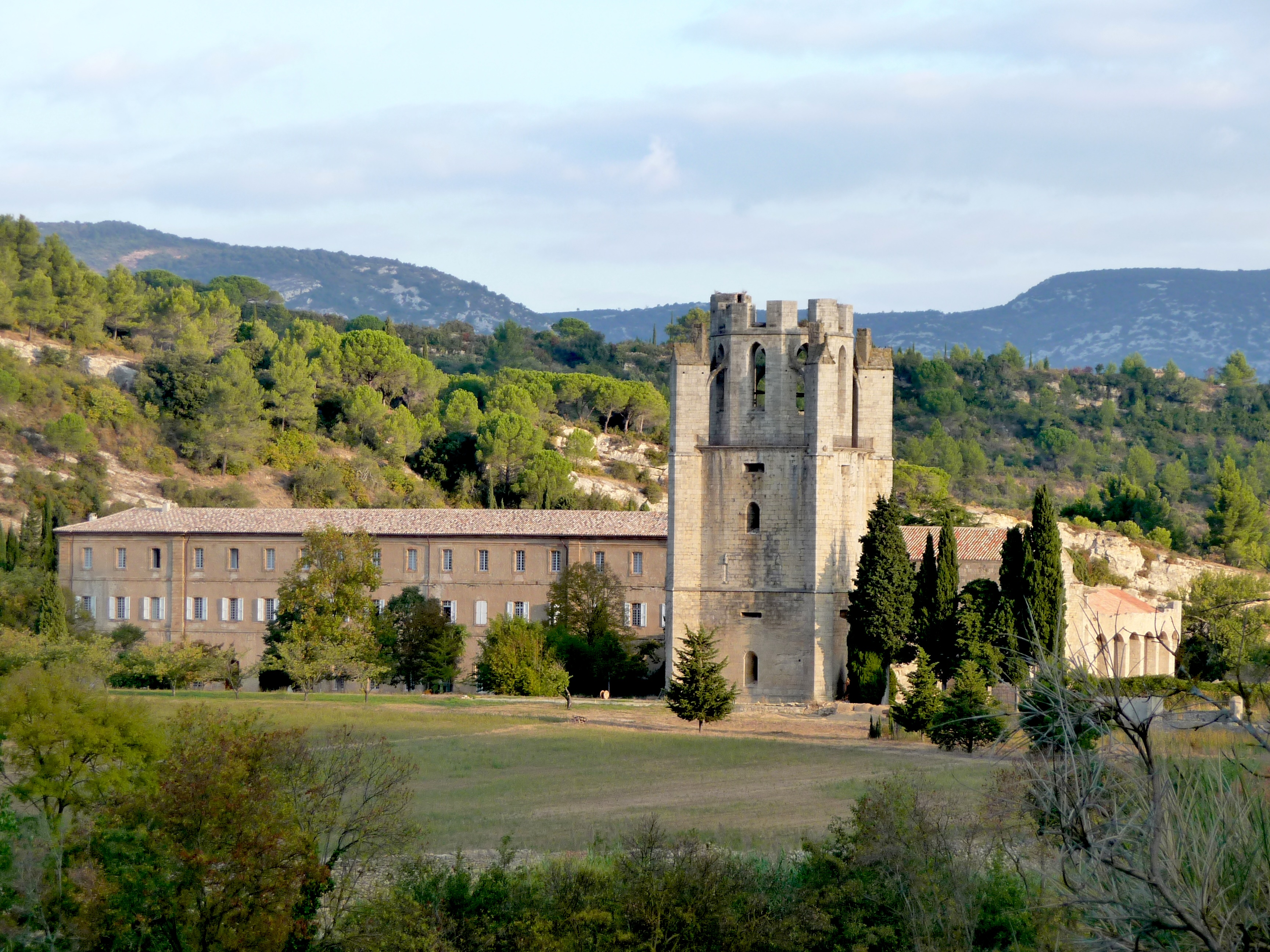
サント＝マリー・ド・ラグラス修道院
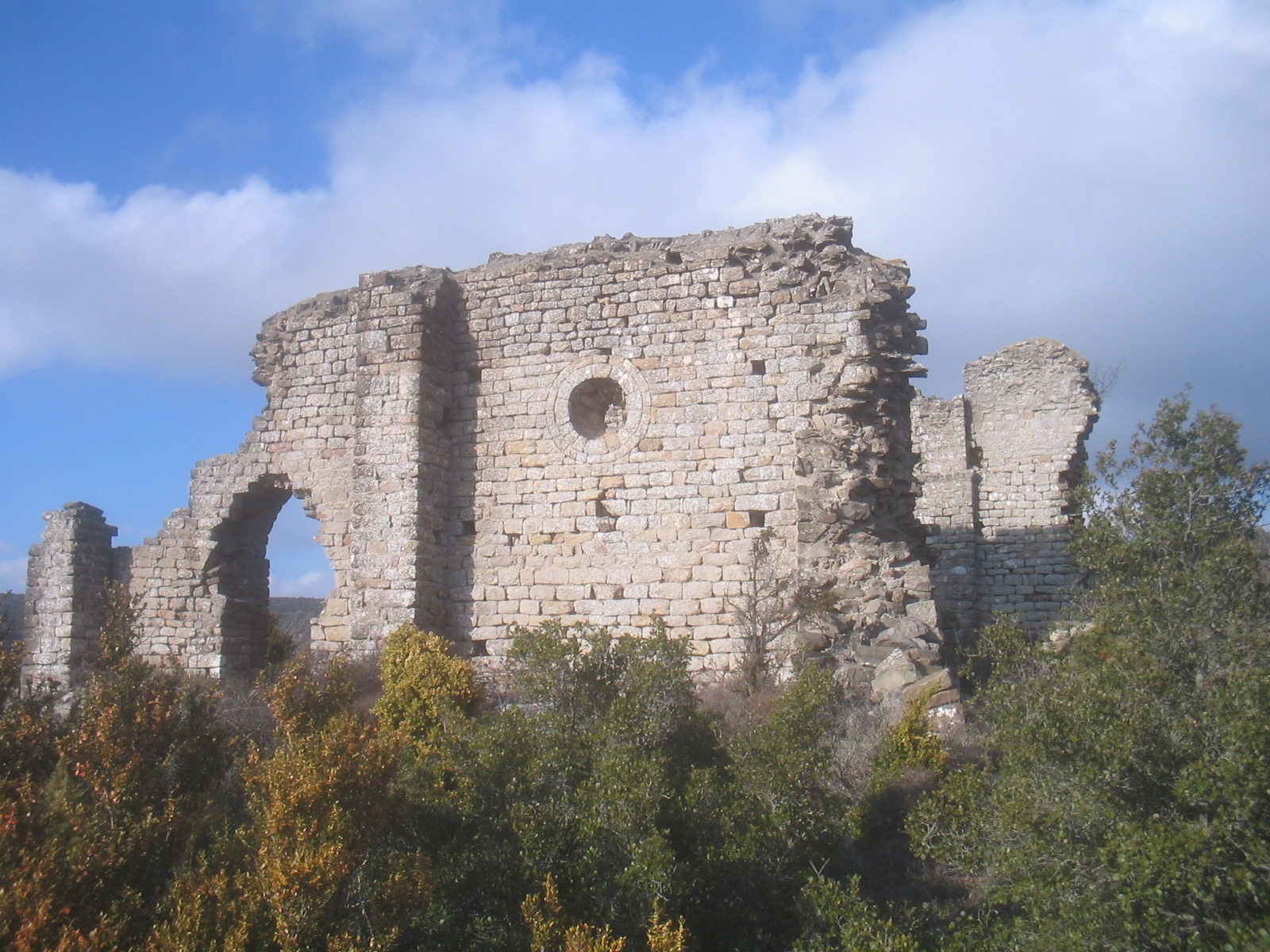
サン＝ミシェル・ド・ナウーズ修道院の廃墟
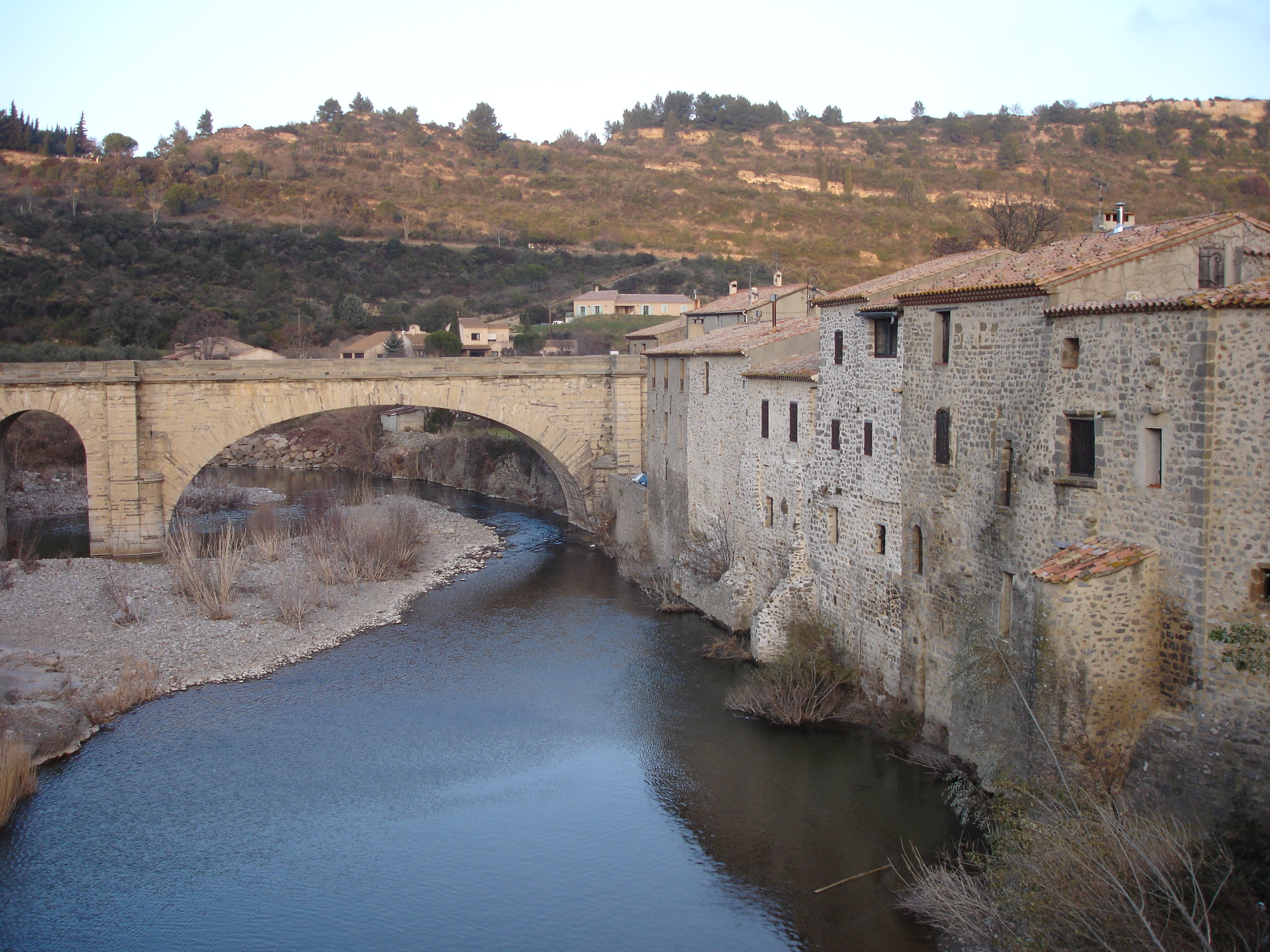
建設は13世紀にさかのぼるポン・ヴィユー

## 出身者
- アントワーヌ＝イポリット・クロ（フランス語版）（1833年 - 1903年） - 第3代アラウカニア・パタゴニア王アントワーヌ2世を僭称した。